# Boronia citriodora
Boronia citriodora är en vinruteväxtart. Boronia citriodora ingår i släktet Boronia och familjen vinruteväxter.

## Underarter
Arten delas in i följande underarter:
- B. c. orientalis
- B. c. paulwilsonii